# Wangosaurus brevirostris
Il wangosauro (Wangosaurus brevirostris) è un rettile acquatico estinto, appartenente ai saurotterigi. Visse nel Triassico medio (circa 245 - 240 milioni di anni fa) e i suoi resti fossili sono stati ritrovati in Cina. 

## Descrizione
Questo animale è noto per uno scheletro pressoché completo, mancante solo della parte posteriore della coda. In vita l'animale doveva superare i 2,5 metri di lunghezza. Le zampe anteriori simili a pagaie erano più robuste di quelle posteriori. Il collo era allungato e relativamente sottile. Il cranio, lungo poco più di 22 centimetri, era dotato di un muso insolitamente corto (da qui l'epiteto specifico brevirostris) e di lunghe finestre postorbitali che evidentemente ospitavano potenti muscoli atti a chiudere e ad aprire le mascelle. La premascella era fornita di pochi denti forti e aguzzi. Il forame pineale era posto molto all'indietro nelle ossa parietali dell'animale, le quali andavano a formare una vera e propria cresta sagittale. Erano presenti cinque ossificazioni carpali e quattro tarsali, mentre si nota la presenza di iperfalangia nel quinto dito delle zampe posteriori. Il collo allungato era formato da 33 vertebre cervicali. 

## Classificazione
Wangosaurus brevirostris venne descritto per la prima volta nel 2015, sulla base di uno scheletro quasi completo ritrovato nella formazione Falang nella provincia di Guizhou, in Cina. Analisi cladistiche hanno determinato che questo animale era un membro dei pistosauroidi, un gruppo di rettili saurotterigi ritenuti ancestrali ai plesiosauri del Giurassico, forme completamente adattate alla vita acquatica. L'appartenenza ai pistosauridi è stabilita grazie alla presenza in Wangosaurus di almeno 33 vertebre cervicali, di una cresta sagittale e di iperfalangia nella zampa posteriore. Alcune caratteristiche, tuttavia, avvicinano Wangosaurus ai più basali notosauri: i nasali non ridotti, le finestre temporali superiori notevolmente allungate e la fusione delle ossa frontali sono caratteristiche che si riscontrano anche in Nothosaurus. Per questo insieme di caratteri, gli autori della prima descrizione hanno indicato Wangosaurus come un pistosauroide basale, probabilmente ancestrale a un clade composto da Yunguisaurus, Augustasaurus, Pistosaurus, Bobosaurus e dai plesiosauri (Ma et al., 2015).